# Ujazd (województwo kujawsko-pomorskie)
Ujazd – przysiółek w Polsce położona w województwie kujawsko-pomorskim, w powiecie nakielskim, w gminie Kcynia. Miejscowość wchodzi w skład sołectwa Tupadły.
W latach 1975–1998 miejscowość należała administracyjnie do województwa bydgoskiego.